# Американський театр воєнних дій Другої світової війни
Американський театр воєнних дій Другої світової війни (англ. American Theater (World War II)) — серія невеликих за масштабом військових операцій, конфліктів, боїв та сутичок країн Південної й Північної Америки з окремими формуваннями збройних сил країн Осі, в першу чергу Японської імперії та нацистської Німеччини за часів Другої світової війни.

## Історія конфліктів

### Операції Третього Рейху

#### Південна Америка

##### Битва біля Ла-Плати
13 грудня 1939 року біля атлантичного узбережжя Південної Америки стався перший морський бій часів Другої світової війни. Німецький «кишеньковий лінкор» «Адмірал Граф Шпеє» капітана-цур-зее Ганса Лангсдорфа після успішного проведення тримісячного рейдерського походу у Південній Атлантиці зіткнувся з ескадрою військових кораблів Британської імперії. Ескадра під командуванням комодора Генрі Гарвуда, у складі важкого крейсера «Ексетер» та легких крейсерів типу «Ліндер» — «Аякс» й «Ахіллес», проводила пошук німецького рейдера й випадково наразилася на нього. У кривавому бою «Адмірал Граф Шпеє» успішно відбив британську атаку. Загалом бій завершився без явного переможця, два англійські кораблі отримали серйозних пошкоджень, але не затонули, а «кишеньковий лінкор» через значні пошкодження не міг уникнути переслідування і дійти до Німеччини. Лангсдорф направив свій крейсер до найближчого нейтрального порту Монтевідео у гирлі Ла-Плати, а кораблі противника на безпечній відстані пливли за ним, зайнявши позиції з двох сторін гирла річки. Через неможливість прорватися до берегів Європи, капітан Лангсдорф затопив свій корабель у Монтевідео, щоб врятувати життя свого екіпажу, перш ніж скоїти самогубство. Німецькі бойові втрати були 96 загиблими або пораненими, проти загиблих 72 британських моряків і 28 поранених. Два крейсери Королівського флоту були серйозно пошкоджені.

##### Операції U-Boot
Восени 1940 року почалися активні операції німецьких підводних човнів у вузькому проміжку Атлантики між Бразилією і Західною Африкою. У другій половині 1941 року американські повітряні сили були надані по домовленості з урядом Бразилії на захист та прикриття бразильського узбережжя. Німеччина і Італія згодом почали проводити атаки підводних човнів на бразильські судна, де б вони не були, і з квітня 1942 року субмарини країн Осі почали виявляти в бразильських водах. 22 травня 1942 року літаки Повітряних сил Бразилії здійснили першу атаку (хоча і невдалу) на італійській підводний човен «Агостіно Барбаріго».
22 серпня 1942 року, після серії нападів на торговельні судна біля бразильського узбережжя німецького підводного човна U-507, Бразилія офіційно вступила у війну, значно посиливши стратегічні позиції союзників у Південній Атлантиці. Хоча бразильський військово-морський флот був невеликим, він мав на озброєнні сучасні мінні загороджувачі, придатні для супроводження суден у прибережних водах, і літаки для патрулювання морського простору навколо узбережжя. Протягом трьох років війни, в основному в Карибському та Південній Атлантиці, поодинці і разом із США, Бразилія забезпечила супровід 3 167 суден у 614 конвоях, загальною кількістю 16 500 000 тонн, з втратами 0,1 %. У воєнних діях Бразилія втратила три свої військових кораблі, а 486 матросів загинули (332 на крейсері «Баїя»). На борту 32 бразильських торговельних суден, які були атаковані підводними човнами противника, було втрачено 972 моряків і цивільних пасажирів.

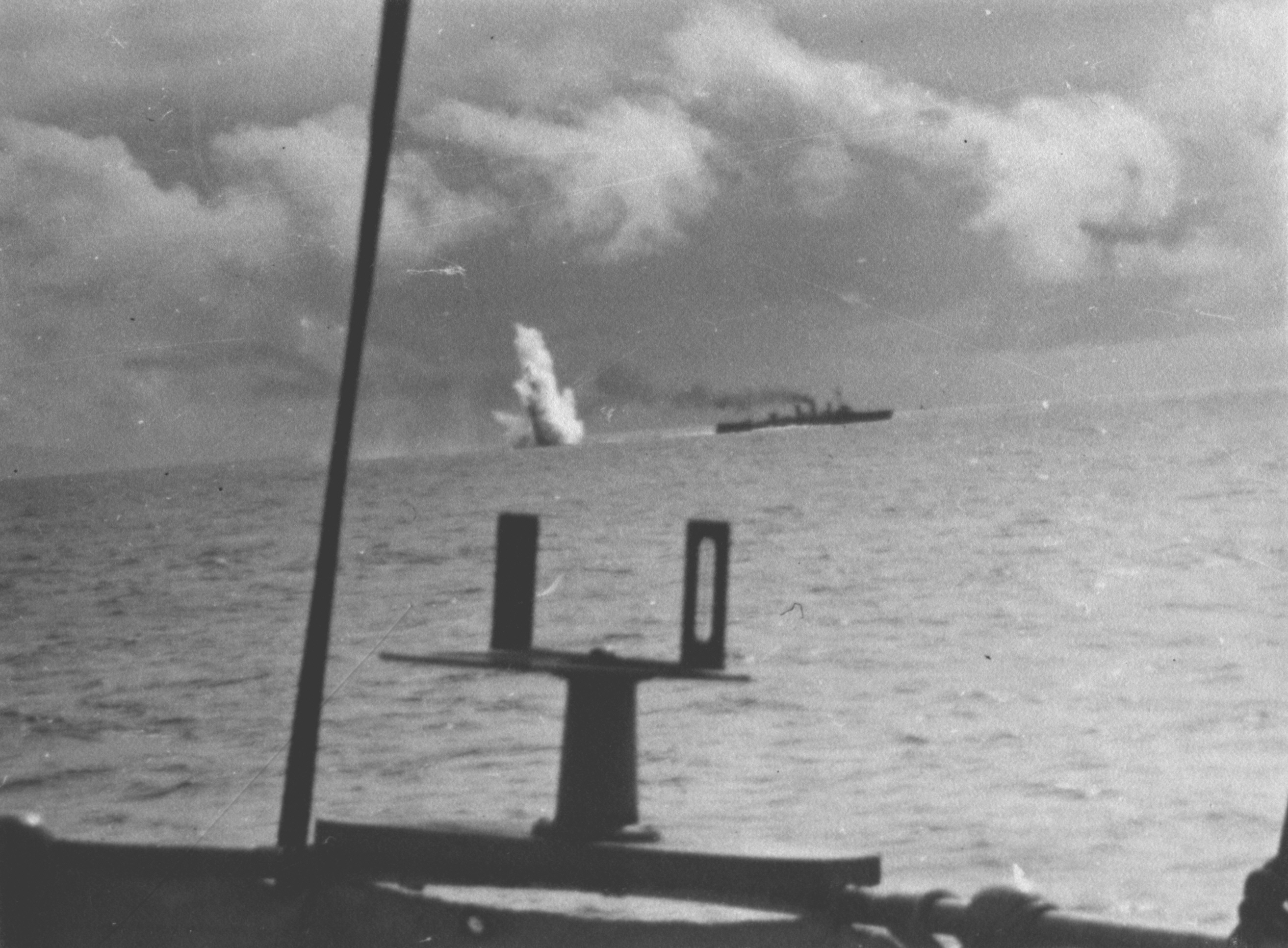
Бразильський легкий крейсер «Баїя» атакує глибинними бомбами німецький підводний човен у Південній Атлантиці. 1942

Дирижабль американських ВМС, який патрулював води Атлантики під час війни. 1943

Американські та бразильські повітряні та військово-морські сили тісно співпрацювали до кінця воєнних дій. Одним з прикладів стало потоплення в липні 1943 року, шляхом узгодженої дії бразильських і американських літаків, німецького U-199. У січні-вересні 1943 року лише в бразильських водах було потоплено 11 підводних човнів країн Осі: італійський «Аркімеде» і десять німецьких човнів: U-128, U-161, U-164, U-507, U-513, U-590, U-591, U-598, U-604 і U-662.
З осені 1943 року завдяки добре організованій взаємодії та ефективності протичовнових заходів кількість втрат судноплавства в Південній Атлантиці кардинально зменшилася. 10 березня 1945 року німецький U-532 потопив на півдні Атлантики останнє союзницьке торговельне судно «Baron Jedburgh».

#### США

##### Шпіонаж

Силует судна, котре проходить на фоні вогнів великого міста, без світломаскування

Основним фактором боротьби Сполучених Штатів у себе вдома, на континенті, з Третім Рейхом, стало протистояння тамтешніх спецслужб намаганням нацистів розгорнути велику розвідувальну мережу в США та їхні спроби організовувати й проводити акти саботажу і диверсії. Найбільшою в історії Сполучених Штатів шпигунською історією на користь нацистської Німеччини стала операцію з організацією Фріца Юкера Дюкейна. Угруповання очолював капітан Фріц Джубер Дюкейн, південноафриканський бур, який шпигував за Німеччину в обох світових війнах. Його нацистська шпигунська мережа складалася з 33 німецьких агентів, котрі працювали абсолютно легально в Сполучених Штатах, і добували інформацію, яка могла б бути використана у випадку війни, а також планували саботажні дії. 29 червня 1941 року, за шість місяців до того, як США оголосили війну, ФБР викрило цю організацію, усі 33 шпигуни були заарештовані, визнані винними, і засуджені до позбавлення волі загалом понад 300 років.
Вже після нападу на Перл-Гарбор та оголошення війни Сполученим Штатам, Адольф Гітлер віддав наказ Абверу силами німецьких диверсантів влаштувати диверсійні акції, та завдати якомога більше шкоди Америці. Серед найбільш відомих розвідувально-диверсійних операцій німецького Абверу стали операції «Пасторіус», невдала спроба провести диверсії літом 1942 року та операція «Ельстер» — таємна операція зі збору розвідувальної інформації, яка проводилася наприкінці 1944 року. Обидві шпигунські акції завершилися провалом, усі агенти заарештовані.

##### Операції U-Boot
Відразу після оголошення війни Німеччиною США Атлантичний океан став головною стратегічною ареною битви між двома країнами. Східне узбережжя Сполучених Штатів виявилося надмірно вразливим для атак німецьких підводних човнів. Після успішних нальотів п'яти океанських підводних човнів типу IX, Крігсмаріне максимально збільшили масштаби наступу за рахунок використання підводних човнів типу VII ближнього радіуса, за рахунок збільшення їм місткостей для запасів палива, котрі поповнювалися підводними човнами типу XIV, яких звали молочні корови (нім. Milchkühe). З лютого по травень 1942 року німецькі субмарини затопили 348 суден, ціною втрати лише двох підводних човнів. Сукупний ефект цієї кампанії U-Boot був серйозним; чверть усіх затоплених вантажів у війні — 3,1 млн тонн, відбулося саме біля американських берегів. Американські ВМС тривалий час не наважувалися ввести адаптовану та рекомендовану систему конвоїв. А світломаскування прибережних міст було введене тільки у травні 1942 року, до цього моменту нічні атаки командирів німецьких підводних човнів були надзвичайно легкими, коли судна пропливали на фоні «палаючих» вогнів міст, як-то Атлантик-Сіті.
Одним з таких місць стала так звана «торпедна алея», акваторія поздовж східного узбережжя між Нью-Йорком та Бостоном, в якій затопили 397 суден союзників і нейтральних країн. Єдиним випадком, коли американські ВМС спромоглися потопити тут німецький підводний човен стався 5 травня 1945 року, за три до завершення війни. U-853 торпедував та потопив вугляр SS Black Point, після чого американські кораблі влаштували полювання на нього та після 16 годин атак затопили неподалік від Блок-Айленда.
Лише після того, як американський флот та Берегова охорона запровадили за підтримки військової авіації систему конвоювання, кількість атак на судна різко знизилася. Але, після того, як в Атлантичний океан запрацювали конвої та повітряне покриття, підводні човни Деніца перейшли до Мексиканської затоки для атак тамтешнього судноплавства. Протягом 1942 і 1943 років у Мексиканській затоці діяло більше 20 німецьких підводних човнів, які атакували танкери, що транспортували нафту з портів Техасу і Луїзіани, успішно потопивши 56 суден. 12 травня 1942 року німецька субмарина U-507 зухвало атакувала танкер «Вірджинія» прямо в гирлі річки Міссісіпі. До кінця 1943 року чисельність атак підводних човнів зменшилася, після того, як торговельні судна почали супроводжувати озброєні ескорти в конвоях.
Єдиним підводним човном, затопленим у Мексиканській затоці під час війни, став U-166, який був атакований південно-східніше Нового Орлеана глибинними бомбами американського патрульного катера USS PC-566 після того, як потопив американське пасажирське судно Robert E. Lee.

#### Канада та Ньюфаундленд

##### Шпіонаж
Окрім спроб шпіонажу у США, розвідувальні структури Третього Рейху влаштовували аналогічні спроби на території британських домініонів Канади та Ньюфаундленда. Використовуючи підводні човни німецькі агенти висаджувалися в потайливих місцях на канадському берегу та намагалися адаптуватися на території противника з метою добування розвідувальної інформації, організації шпигунських мереж, проведення диверсій та саботажу. Однак, усі ці спроби завершилися провалом. Майже усі підготовлені розвідники Абверу були заарештовані чи здалися власноруч.

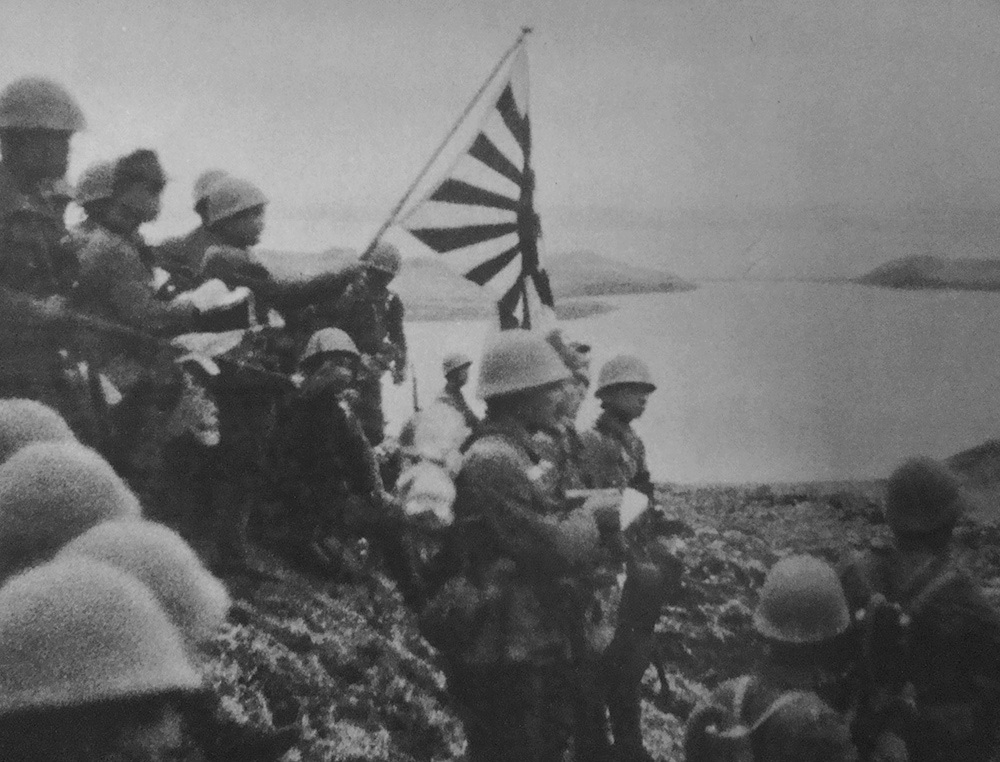
Японські війська підіймають прапор над захопленим американським островом Киска. 6 червня 1942

### Операції Японської імперії

#### Алеутська кампанія
3–4 червня 1942 року японські літаки з двох авіаносців «Рюдзьо» і «Дзюнйо» вперше завдали удару по континентальній частині США, провівши авіаційний наліт на місто Уналашка на Алясці та на Датч-Гарбор на Алеутських островах. Спочатку японці планували атакувати Датч-Гарбор одночасно з нападом на Мідвей, але це сталося на день раніше через одноденну затримку. Внаслідок атаки загинуло 43 американці та 50 було поранено, матеріальні збитки були незначні.
6 червня, через два дні після бомбардування Датч-Гарбор, 500 японських морських піхотинців висадилися на Киска, одному з Алеутських островів Аляски. Після посадки вони вбили двох і захопили вісім офіцерів ВМС США, а потім вперше захопили частку американської території. Наступного дня в Атту в затоці Гольц-Бей висадилося 1140 японських піхотинців, які зрештою дійшли до бухти Масакре та гавані Чичагоф. Японці вбили одного білого американця, 60-річного Карла Джонса, після допиту, а його дружину Етту Джонс і алеутське населення відправили до Японії, де загинули 19 алеутів, а Етта пережила війну. Японське вторгнення на Алеутські острови стало єдиним випадком окупації Сполучених Штатів під час Другої світової війни, і сталося вдруге в історії США, коли американська земля була зайнята іноземним ворогом, після війни з британцями в 1812 році.

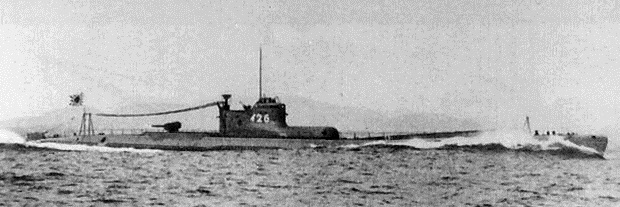
Японський підводний човен I-26

11 травня 1943 року, після майже річної окупації Японією Киски і Атту, американські війська вторглися в Атту і успішно повернули острів після трьох тижнів боїв, убивши 2 351 японського вояка і взявши лише 28 військовополоненими, ціною втрат 549 американських солдатів. Через три місяці, 15 серпня, американські та канадські війська висадилися на Киску, очікуючи такого ж опору, як на Атту; однак, пізніше вони виявили, що весь острів порожній, оскільки більшість японських сил таємно евакуювалося за кілька тижнів до початку морської десантної операції. Незважаючи на відсутність ворога на острові, понад 313 союзників стали жертвами вторгнення, через автокатастрофи, підрив на мінних полях та особливо на мінах-пастках і «дружній вогонь», інцидент, в якому 28 американців і 4 канадці були вбиті в результаті стрілянини між собою.

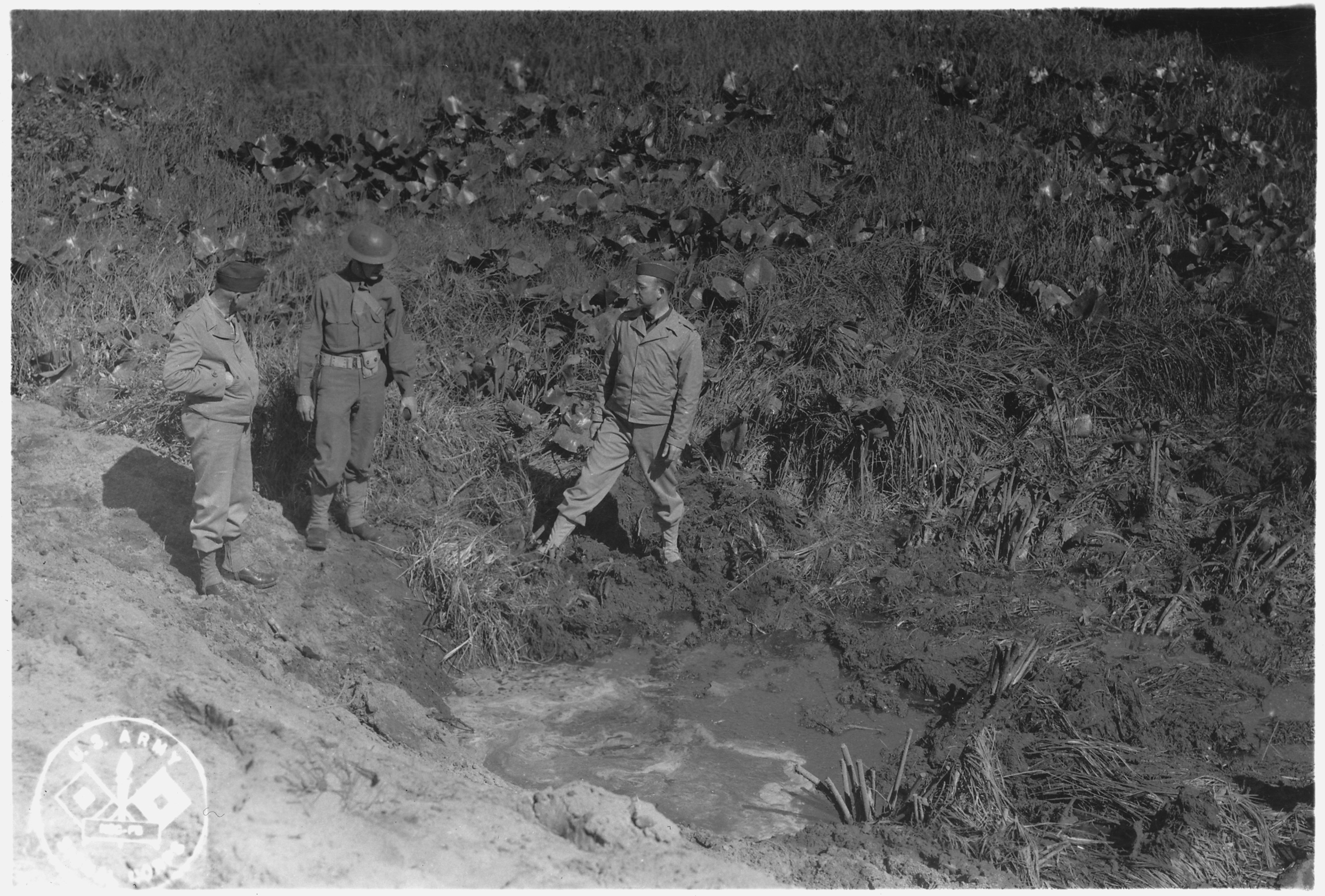
Американські військові біля кратера, що утворився внаслідок обстрілу японською субмариною Форт-Стівенса. 21 червня 1942

#### Підводна війна
Завдяки географічному положенню США та великій відстані між Японською імперією та континентальними Штатами, а також відсутності проміжних військово-морських баз між державами лише японські підводні човни здійснювали зухвалі нальоти на тихоокеанське узбережжя США. Декілька суден були торпедовані японцями поблизу Західного узбережжя, біля таких міст як Лос-Анджелес, Санта-Барбара, Сан-Дієго і Санта-Моніка. Протягом 1941 і 1942 років понад 10 японських підводних човнів діяли на неподалік від Західного узбережжя США та мексиканського штату Баха-Каліфорнія. 11 жовтня 1942 року вони атакували американські, канадські та мексиканські кораблі, успішно потопивши більше 10 суден, включаючи підводний човен радянського флоту Л-16.
23 лютого 1942 року стався перший випадок, коли японський підводний човен I-17 напав на нафтопромислове поле Еллвуд на захід від Голета, біля Санта-Барбари, штат Каліфорнія. Згодом таки випадки повторювалися декілька разів, коли японські субмарини I-26, I-25 атакували цілі на американському та канадському узбережжі.
Двічі, 9 та 29 вересня 1942 року, японський гідролітак Yokosuka E14Y, пілотований лейтенантом Нобуо Фудзіта, що стартував з підводного човна I-25 скинув запалювальні бомби на ліси поблизу міста Брукінґс (штат Орегон), намагаючись викликати лісові пожежі, розповсюдженню яких мали сприяти сильні вітри. Проте задум не вдався, наслідки нальотів були мізерними. Цей випадок став єдиним в історії війни, коли японський літак скинув бомби на територію континентальних США.

### Битва за Лос-Анджелес
В ніч з 24 на 25 лютого 1942 року у Лос-Анджелесі стався інцидент, пов'язаний з чутками про повітряний напад японської авіації та наступного за цим шквалу загороджувального вогню засобів протиповітряної оборони армії США. Інцидент, який спричинив загибель 5 людей, стався менше, ніж через три місяці після того, як Сполучені Штати вступили у Другу світову війну у відповідь на раптову атаку Імперського японського флоту на Перл-Гарбор і через день після бомбардування японським підводним човном маяку в Еллвуді.
На прес-конференції незабаром після цього, секретар ВМС Френк Нокс назвав інцидент «помилковою тривогою». Газети свого часу опублікували ряд повідомлень і спекуляцій на цю тему. У 1983 році офіс агенції Повітряних сил з вивчення історії авіації приписувало подію випадку «війни нерви», викликаному втратою повітряної кулі і таким, що посилювався блукаючими спалахами і вибухами снарядів від сусідніх зенітних батарей.